# Maria Josefa av Spanien

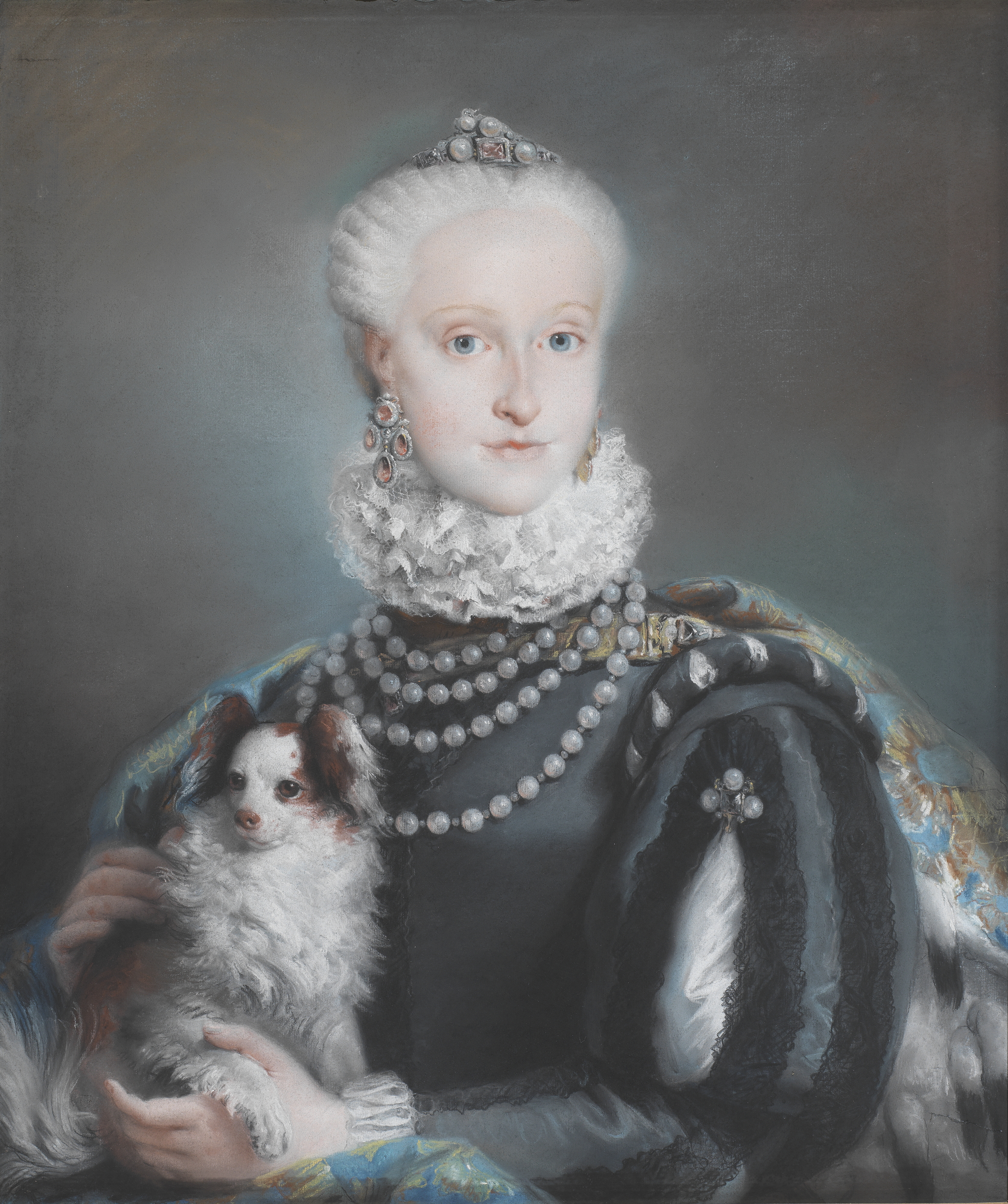
Maria Josefa av Spanien (1763)

Maria Josefa Carmela av Spanien, född 6 juli 1744, död 8 december 1801 i Madrid, var en spansk prinsessa. Hon var prinsessa av Neapel och Sicilien fram till att fadern ärvde den spanska tronen år 1759 och hon följde honom till Spanien och blev spansk infantinna. 
Hon var dotter till Karl III av Spanien och Maria Amalia av Sachsen. Maria Josefa beskrivs som fysiskt oattraktiv och var bland annat puckelryggig. Flera försök att gifta bort henne misslyckades. Hennes far hade en tid planen att utverka påvlig dispens för att gifta bort henne med sin bror Ludvig av Spanien, greve av Chinchón, men planen övergavs. Hon valdes år 1764 bort till förmån för sin syster för äktenskapet med Leopold II (tysk-romersk kejsare). År 1768 övervägdes hon för äktenskap med Ludvig XV av Frankrike, men han tackade nej, officiellt på grund av åldersskillnaden, vilket dock inte var ett trovärdig förklaring med tanke på att de flesta prinsessor vid denna tid gifte sig i femtonårsåldern. Hon förblev ogift. Hon ska inte ha kommit väl överens med sin svägerska, kronprinsessan Maria Luisa. Hennes far avled 1788 och efterträddes av hennes bror. 1792 blev hon den första att motta den nyinstiftade Maria-Lovisaorden. 